# Церковь Святой Троицы (Друя)
Церковь Святой Троицы (бел. Касцёл Найсвяцейшай Тройцы) — католический храм в агрогородке Друя, Витебская область, Белоруссия. Относится к Миорскому деканату Витебского диоцеза. Построен в 1643—1646 годах при монастыре бернардинцев, Перестроен во 2-й половине XVIII века. Храм включён в Государственный список историко-культурных ценностей Республики Беларусь (код 212Г000185). Расположен по адресу: ул. Ленина, д. 54.

## История
Католический приход в Друе основан в 1633 году, после того, как Казимир Лев Сапега основал здесь монастырь бернардинцев (ветвь францисканцев — обсервантов). При монастыре в 1643—1646 годах была построена церковь Святой Троицы в стиле раннего барокко. Во второй половине XVIII века храм был перестроен, тогда же была сооружена колокольня в позднебарочном стиле. В этот же период была построена ограда с воротами (брамой) и перестроено здание бернардинского монастыря.
Специально для Троицкого костела из Кракова было привезено два колокола: «Зигмунт» и «Казимир», которые по традиции доставили в город на санях.
В основном пользовались лишь «Зигмунтом». «Казимир» же звучал лишь в особых случаях – когда начиналась война, становилось известно о смерти короля или Папы. Примечательно то, что оба колокола пережили как Первую мировую войну, так и Вторую, однако были уничтожены в мирное время по приказу советской власти.
Именно здесь в XVI веке было создано рукописное Друйское евангелие, которое во время войны в 1654 году было выкрадено из монастыря и увезено в Россию. Сейчас оно хранится в сборах Национальной библиотеки Санкт-Петербурга.
В 1852 году российские власти закрыли бернардинский монастырь, но храм Святой Троицы остался у верующих, исполняя функции приходского храма.
В 1886 году настоятелем Друйского прихода был ксендз Михаил Благушевский.
В 1944 году храм серьёзно пострадал от прямого попадания авиабомбы. После войны церковь была закрыта и формально числилась за местным мелиоративным предприятиям, а в реальности была заброшена и постепенно разрушалась. Ценные предметы интерьера либо были разворованы, либо погибли в пожаре. Были уничтожены орган в стиле рококо, иконы XVII и XVIII веков, деревянная резьба, старинные колокола и пр. Сохранился позднебарочный главный алтарь XVIII века, несколько боковых капелл и часть оригинального лепного орнамента на сводах.
В 1989 году здание храма в полуразрушенном состоянии вернули Католической церкви. Начался длительный период реставрации, в ходе которой было в основном восстановлено внутреннее убранство.

## Архитектура

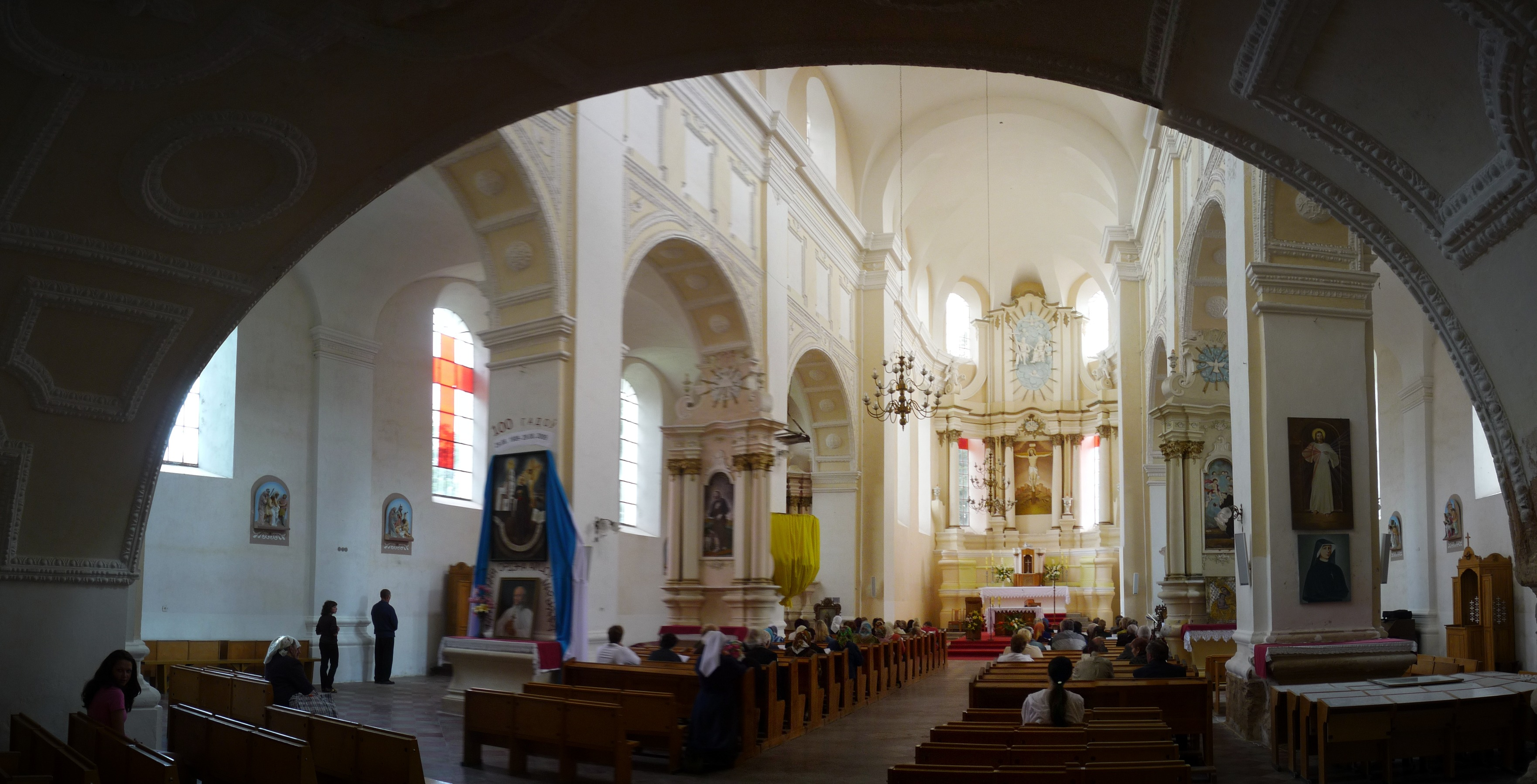
Интерьер

Церковь Святой Троицы — трёхнефная базилика с полукруглым пресвитерием и одной ризницей. За счёт высоты и расположения на крутом берегу Западной Двины храм доминирует над поселением. Монументальная четырёхъярусная башня (1772 год) увенчана барочным куполом. Стены пресвитерия и боковых нефов усилены контрфорсами.
В интерьере храма выделяются позднебарочный трехъярусный главный алтарь 1764—1767 гг., боковые алтари 1779 года в стиле рококо.
К костёлу примыкает двухэтажное здание монастыря, который вместе с церковью образует замкнутый четырёхугольник построек с внутренним двориком. Весь комплекс обнесен оградой с барочными воротами (брамой) 1778 года.